# Rosières-sur-Barbèche
Rosières-sur-Barbèche è un comune francese di 106 abitanti situato nel dipartimento del Doubs nella regione della Borgogna-Franca Contea.

## Società

### Evoluzione demografica
Abitanti censiti